# 伯加丘鄉

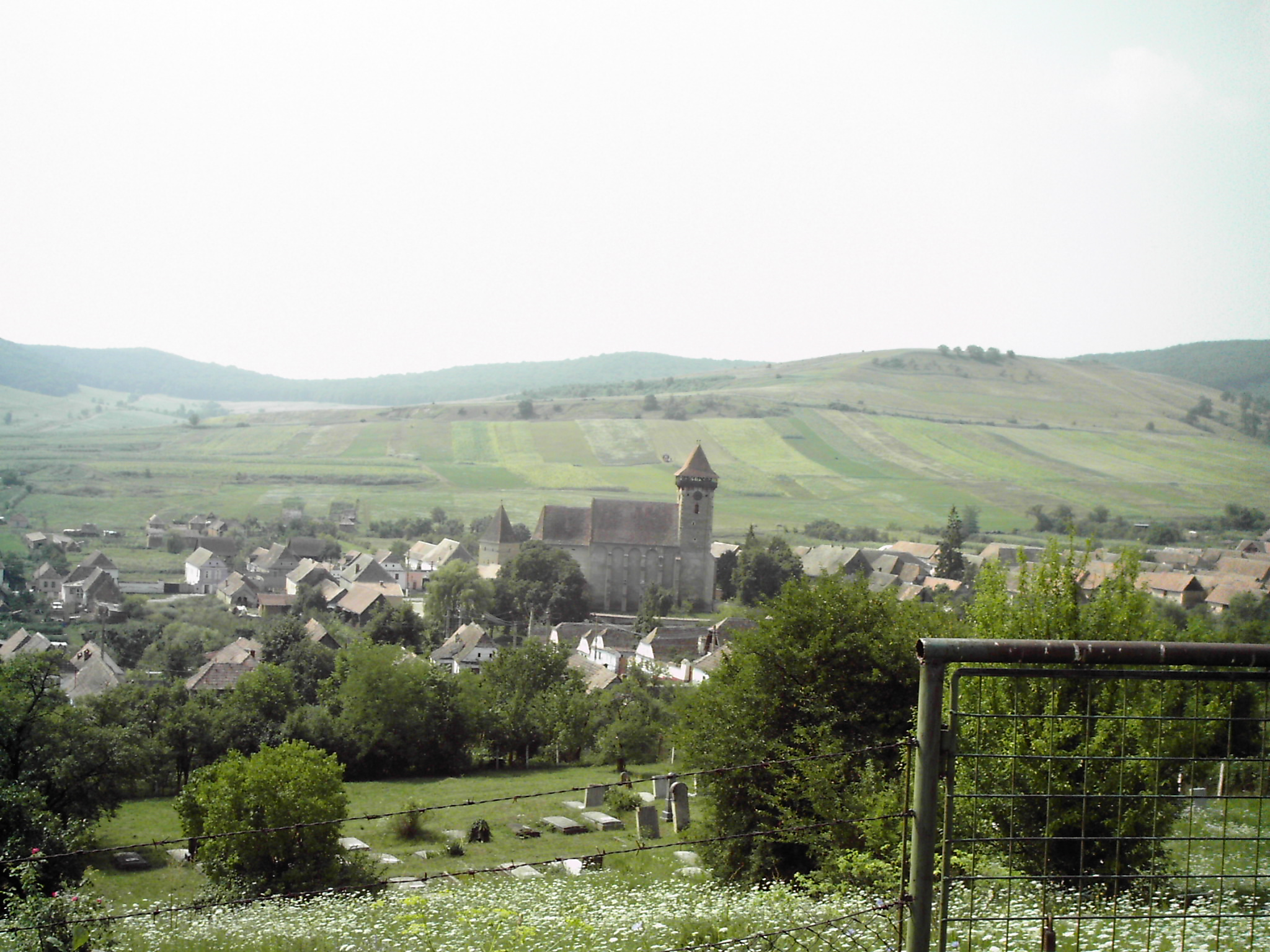

46°16′N 24°22′E / 46.27°N 24.37°E
伯加丘鄉（羅馬尼亞語：Comuna Băgaciu, Mureș），是羅馬尼亞的鄉份，位於該國中部，由穆列什縣負責管轄，面積37平方公里，海拔高度399米，2007年人口2,686，人口密度每平方公里73人。